# 线形线双吸虫
线形线双吸虫（学名：Nematobothrium filiforme）为囊双科线双吸虫属的动物。分布于太平洋以及中国东海等海域，营寄生生活，宿主鲐鱼，寄生部位为鳃。